# Phyllodytes tuberculosus
Phyllodytes tuberculosus är en groddjursart som beskrevs av Werner C.A. Bokermann 1966. Phyllodytes tuberculosus ingår i släktet Phyllodytes och familjen lövgrodor. IUCN kategoriserar arten globalt som otillräckligt studerad. Inga underarter finns listade i Catalogue of Life.